# 下間頼資
下間 頼資（しもつま らいし）は、戦国時代の武将、本願寺の僧侶。下間融慶の子。頼純、頼賑の父。初めは頼資、後に頼充、正秀ともいう。

## 略歴
天文5年（1536年）までに本願寺へ出仕、従兄弟で下間氏宗家当主の下間頼総の名代である下間頼治・下間真頼が天文20年（1551年）・翌天文21年（1552年）に相次いで没したため、天文22年（1553年）に本願寺10世法主証如の命令で彼等の後を継ぎ、再従兄弟の下間頼言と共に名代を務め、証如より左衛門大夫の名を授かった。以後御書書状の添状を発給したり、加賀鹿苑院荘の年貢公事納入を命令するなど領主的活動を行うようになる。
11世法主顕如の代では頼総・頼言や彼の弟の下間頼良も奏者に加わり、4人で奏者を務めた。顕如が永禄2年（1559年）に門跡に列せられると、頼総・頼良と共に坊官になり、法橋にもなった。この時に出家して頼充、上野介を名乗ったという。また戦国大名と顕如の外交にも関わり、翌永禄3年（1560年）に長尾景虎（後の上杉謙信）が関東へ出兵した時（小田原城の戦い）、北条氏康が支援のため越中へ加賀一向一揆を出兵させることを顕如に依頼、承諾した顕如に代わり氏康に書状を送っている。永禄6年（1563年）に法眼になったが、元亀元年（1570年）に織田信長の口利きがあったと偽りの申し立てありとして、室町幕府から加賀郡家荘の代官を解任された。
石山合戦では諸国の門末に法主の命令を伝達、元亀3年（1572年）1月の書状で信長から標的にされた三宅・金森の一向宗に籠城を呼びかける一方、自らも8月に従兄弟の下間頼龍や長男の頼純、遠縁の下間頼廉と共に信長派の摂津中嶋城の細川昭元を攻撃した。没年は不明だが、天正4年（1576年）まで生存が確認されている。